# تیپاکنیو (اوهایو)
تیپاکنیو (به انگلیسی: Tippecanoe) یک منطقهٔ مسکونی در ایالات متحده آمریکا است که در اوهایو واقع شده‌است. تیپاکنیو ۱٫۳۹ کیلومتر مربع مساحت و ۱۲۱ نفر جمعیت دارد و ۲۶۸٫۲۳ متر بالاتر از سطح دریا واقع شده‌است.